# The Ultimate Fighter: Team Carwin vs. Team Nelson Finale
The Ultimate Fighter: Team Carwin vs. Team Nelson Finale (también conocido como The Ultimate Fighter 16 Finale) fue un evento de artes marciales mixtas celebrado por Ultimate Fighting Championship el 15 de diciembre de 2012 en el Hard Rock Hotel and Casino en Las Vegas, Nevada.

## Historial
Shane Carwin estaba programado para enfrentarse a Roy Nelson en la pelea estelar del evento. Sin embargo, Carwin sufrió una lesión en la rodilla y fue reemplazado por Matt Mitrione.
Melvin Guillard y Jamie Varner iban a disputar un combate de peso ligero en la tarjeta principal. Antes de la pelea, Varner enfermo y no fue capaz de competir. La pelea fue trasladada a UFC 155.

## Resultados
1. ↑  Final de Peso Wélter TUF 16.

## Premios extra
Cada peleador recibió un bono de $40,000.
- Pelea de la Noche: Tim Elliott vs. Jared Papazian
- KO de la Noche: Pat Barry
- Sumisión de la Noche: TJ Waldburger